# María Mérida
María Mérida Pérez (Valverde, El Hierro; 5 de junio de 1925-Candelaria, Tenerife, 4 de enero de 2022) fue una cantante española de folclore canario siendo una de las más representativas en dicho género.

## Carrera musical
Hija del Adolfa Pérez y el comerciante canario Ricardo Mérida, de pequeña le gustaba recorrer los senderos de su isla natal y cantar al pie de los árboles.
Recibió su primer galardón en un concurso de folías en 1937 con 12 años.
Se trasladó a vivir a Santa Cruz de Tenerife, donde aprendió bailes regionales y fue la voz predilecta de la Masa Coral.
En 1946, a los 21 años, viajó a Madrid, donde obtuvo éxitos en los teatros Español y María Guerrero. Durante siete años cantó para los emigrantes españoles en Latinoamérica a través de un programa de Radio Nacional de España que se grababa de madrugada. En esos años conocería a famosos artistas como Lola Flores y Ava Gardner. También colaboró con Radio Madrid y Radio Intercontinental. Estudió canto con Lola Rodríguez Aragón, profesora del Conservatorio de Madrid, pero abandonó la carrera de cantante lírica (su registro era el de contralto dramática) para dedicarse al cancionero de su tierra natal.
En la década de 1950 el New York Times la calificó como una de las cuatro mejores voces del mundo, mientras que Le Figaro la denominó la "Edith Piaf canaria".
Formó parte del cuadro del bailarín El Greco con quien realizó numerosas giras. Fundó el Hogar Canario en Madrid y su primer grupo folclórico. María Mérida fue la primera mujer canaria en grabar un disco e hizo famoso el tema Palmero sube a la palma.
Pasó una larga temporada en Hollywood, donde hizo buenas migas con actores como Danny Kaye y Gilbert Roland. También intimó con la actriz Ruth Roman. Entre sus amigos, también están presentes nombres como los de Miguel Aceves Mejías, Amália Rodrigues, María Dolores Pradera, el tenor Alfredo Kraus y la soprano Victoria de los Ángeles.
Se incorporó en 1988, a los 63 años de edad, a los elencos de la Antología de la Zarzuela, dirigida por el desaparecido José Tamayo. Por este motivo, recibió en 2001 el "Premio Canarias".
En 2001 publicó el disco Mi dulce Garoé, grabado por la discográfica Discan y participado por el Grupo Bentayga, que recogería sus grandes éxitos como Folías, En el puerto de La Palma, Ay Santa Cruz, Ay, mi dulce Garoé, Casitas Blancas, entre otros.
Colaboró con el Cabildo herreño en la divulgación de la música popular canaria. Desde 2007, ha sido integrante del Bimbache Jazz y Raíces / Bimbache openART Festival El Hierro, un proyecto dirigido por el guitarrista alemán Torsten de Winkel y recomendado por el Centro Unesco de Canarias. En el CD "Bimbache Jazz y Raíces - La Condición Humana", el proyecto musical mejor valorado por el Gobierno de Canarias en 2007, canta una interpretación del poema Convivencia escrito por Agustín Millares Sall y puesto en música por de Winkel, acompañada por músicos integrantes de los grupos de Herbie Hancock, Pat Metheny, Joss Stone y John McLaughlin. En los años siguientes, de Winkel presentó a Mérida como miembro del elenco intercontinental del Bimbache openART Festival Ensemble en la EXPO 2008 en Zaragoza y en festivales importantes en Berlín, Hamburgo y otros lugares.
Residió durante los últimos años de su vida en el municipio de Candelaria en Tenerife, localidad con la que siempre estuvo vinculada, especialmente por su devoción a la Virgen de Candelaria.
Falleció el 4 de enero de 2022 en su casa de la Villa Mariana de Candelaria.

## Premios y reconocimientos
Recibió honores y distinciones en todo el Archipiélago Canario y fuera de él. En abril de 2002 es nombrada "Hija Predilecta de la Isla de El Hierro" por el Cabildo de aquella isla, que será la máxima condecoración dentro del Reglamento Especial de Honores y Distinciones de la Institución y se le entrega el Garoé de Oro.
En 2015 el Ayuntamiento de Teror la distingue como "Hija Adoptiva de la Villa", donde fue pregonera de la Fiesta del Pino 20 años antes.
En agosto de 2017 fue pregonera de las Fiestas de la Patrona de Canarias, la Virgen de Candelaria. Durante este pregón recordó su vínculo con la Villa de Candelaria, y sus múltiples peregrinaciones durante su infancia acompañada de su madre.
En 2018 recibió el Premio Taburiente de la Fundación Diario de Avisos por su trayectoria artística.
En 2019 recibió el Premio de Honor de los Coros y Danzas de España. Por su parte, en agosto de ese año dentro del marco de las Fiestas de la Virgen de Candelaria fue presentado el libro María Mérida: La Voz, una biografía escrita por Javier Valentín Pérez.
El 8 de junio de 2023 el Cabildo de Tenerife le otorgó la distinción de "Hija Adoptiva de la isla", a título póstumo.